# Alaotradopping
Alaotradopping (Tachybaptus rufolavatus) är en nyligen utdöd fågel i familjen doppingar inom ordningen doppingfåglar. Fågeln förekom i sjön Alaotra på Madagaskar och sågs senast med säkerhet 1950.